# Tall Tukan
Tall Tukan (arab. تل طوقان) – miejscowość w Syrii, w muhafazie Idlib. W 2004 roku liczyła 3531 mieszkańców.